# Hypolimnas heteroma
Hypolimnas heteroma är en fjärilsart som beskrevs av Swinhoe 1915. Hypolimnas heteroma ingår i släktet Hypolimnas och familjen praktfjärilar. Inga underarter finns listade i Catalogue of Life.